# Cycloxanthops bocki
Cycloxanthops bocki is een krabbensoort uit de familie van de Xanthidae. De wetenschappelijke naam van de soort is voor het eerst geldig gepubliceerd in 1957 door Garth.